# Línguas crioulas da Alta Guiné
Os crioulos da Alta Guiné são as línguas crioulas faladas em países localizados na região da Alta Guiné como na Guiné-Bissau, Cabo Verde, Casamansa, no Senegal, e Gâmbia, que tiveram uma substancial influência da língua portuguesa na gramática ou léxico. Elas se originaram nas antigas colônias de Portugal nessa região. Atualmente, existem duas línguas crioulas distintas que faz parte dos crioulos da Alta Guiné: O crioulo cabo-verdiano falado em Cabo Verde e o crioulo da Guiné-Bissau que é a língua franca da Guiné-Bissau e também em Casamansa, na sua variante conhecida como crioulo de Casamansa. Há que destacar, que os crioulos falados em Cabo Verde e na Guiné-Bissau e Casamansa são duas línguas distintas e não duas variedades da mesma língua.

## História
Durante os séculos XV e XVI ao longo da costa do Senegal, Gâmbia e da Guiné a chegada de muitos comerciantes originários de Portugal e de mestiços contribuíram para a disseminação do português nessas regiões. Atualmente línguas crioulas ainda são faladas em Cabo Verde, Guiné-Bissau, Casamansa (Senegal) e Gâmbia.
O arquipélago de Cabo Verde, que foi descoberto pelos portugueses em 1460, a ilha de Santiago foi a primeira a ser povoada, logo em seguida a ilha do Fogo (e as ilhas de Maio e Brava), servindo de entrepostos de escravos. As ilhas de Santo Antão e São Nicolau foram povoadas em 1570, enquanto as restantes ilhas de Barlavento (São Vicente, Sal e Boavista) somente foram povoadas a partir do século XVIII. Segundo algumas fontes, a variedade de Santiago formou-se nas primeiras décadas após a descoberta da ilha e é atualmente considerado um dos crioulos mais antigos. Principalmente devido à insularidade, o crioulo cabo-verdiano possui variações dialetais significativas, dividindo-se em dialetos de Sotavento (os dialetos das ilhas de Brava, Fogo, Maio e Santiago) e dialetos de Barlavento (os dialetos das ilhas de Boa Vista, Sal, Santo Antão, São Nicolau e São Vicente),
ambos os dialetos do crioulo cabo-verdiano são mutuamente inteligível.
A Guiné-Bissau que foi descoberta em 1446, mas só em 1588 foi fundada Cacheu,
primeira povoação portuguesa, administrativamente dependente de Cabo Verde, juntamente com a região de Casamansa (atualmente pertencente ao Senegal), que era parte da colônia portuguesa da Guiné-Bissau até o ano de 1886, quando uma convenção obrigou Portugal a ceder esse território à França na sequência da Conferência de Berlim. Por vários séculos, o território da Guiné-Bissau foi um ponto muito importante para o comércio de escravos. As migrações internas e a geografia do país contribuíram para o plurilinguismo
que o país apresenta hoje, com cerca de vinte línguas diferentes, essas línguas faladas na Guiné-Bissau correspondem às etnias presentes no território, como mandingas, balantas, fulas, manjacos, papéis e, etc. O convívio do crioulo da Guiné-Bissau com as línguas africanas faz com que esta língua crioula seja mais africana do que o crioulo de Cabo Verde.

## Características
Atualmente os crioulos de base portuguesa da Alta Guiné englobam os crioulos de Cabo Verde (variedades de Barlavento e de Sotavento), da Guiné-Bissau e de Casamansa, no Senegal. Eles são as línguas crioulas de base portuguesa mais antigas e que mantêm grande vitalidade, apesar de não serem línguas oficiais, porém, são língua nacionais.
O kriolu de Cabo Verde ou kauberdianu é língua materna de todos os cabo-verdianos que nascem no arquipélago (descoberto pelos portugueses em 1460) e também da maioria dos cabo-verdianos que emigraram para outros países (somando os imigrantes e seus descendentes esse número se aproxima dos 800 mil indivíduos, ou seja, existem mais cabo-verdianos residindo no estrangeiro que no próprio país que no censo de 2010 tinha 436 821 habitantes). Este crioulo originou-se inicialmente em Santiago e no Fogo, nas primeiras ilhas povoadas e colonizadas com europeus e escravos vindos da costa ocidental da África. Possui duas variantes principais: a de Barlavento e a de Sotavento.
O Kriol ou crioulo da Guiné-Bissau surgiu na região dos rios da Guiné, do rio Senegal à Serra Leoa, no início do século XVI, em particular nas "praças" que serviam como entrepostos comerciais, tais como Cacheu, Ziguinchor, Geba e Farim. Esta foi a primeira língua crioula que surgiu através do contato entre povos europeus e africanos.
Em Ziguinchor, em Casamansa, que depois do estabelecimento de fronteiras com o governo francês em 1886, deixou de ser domínio português, fala-se uma variedade do crioulo de Cacheu, com influência do crioulo de Bissau (ambos variedades do crioulo da Guiné-Bissau), mas com características gramaticais e lexicais próprias.
Enquanto o crioulo cabo-verdiano se manteve apenas em contato com a língua portuguesa, falada também como segunda língua e às vezes também como língua materna por uma parte considerável da população, os crioulos da Guiné-Bissau e de Casamansa coexistem não só com o português e o francês, respectivamente, mas com as múltiplas línguas africanas presentes nesses territórios, dos quais recebem constantes influências. Mais especificamente na Guiné-Bissau, o crioulo, língua materna ou segunda língua de grande parte dos habitantes, convivem com mais de vinte línguas dos grupos Oeste-Atlântico e Mande.

## Situação atual
O crioulo cabo-verdiano é falado por 492 mil pessoas em Cabo Verde (Censo de 2010), 325 mil a variedade de Sotavento e 167 mil a de Barlavento. População total de falantes presentes em todos os países: 1 202 000. 80 mil monolíngues. População étnica: 1 milhão. Usuários como segunda língua: A maioria dos imigrantes residentes em Cabo Verde tendem a aprender o o crioulo cabo-verdiano, a fim de interagir eficazmente com todos os segmentos da sociedade, especialmente aqueles envolvidos nos negócios, incluindo uma grande população de chineses.
O crioulo da Guiné-Bissau é falado por 206 mil na Guiné-Bissau (World Factbook 2006). População total de falantes presentes em todos os países: 483 400. Usuários como segunda língua: 600 mil na Guiné-Bissau.
Em 1990, existia 55 mil falantes nativos do crioulo de Casamansa principalmente na região de Casamansa, no Senegal, e também na Gâmbia.